# Seznam členů vedení Senátu Parlamentu České republiky

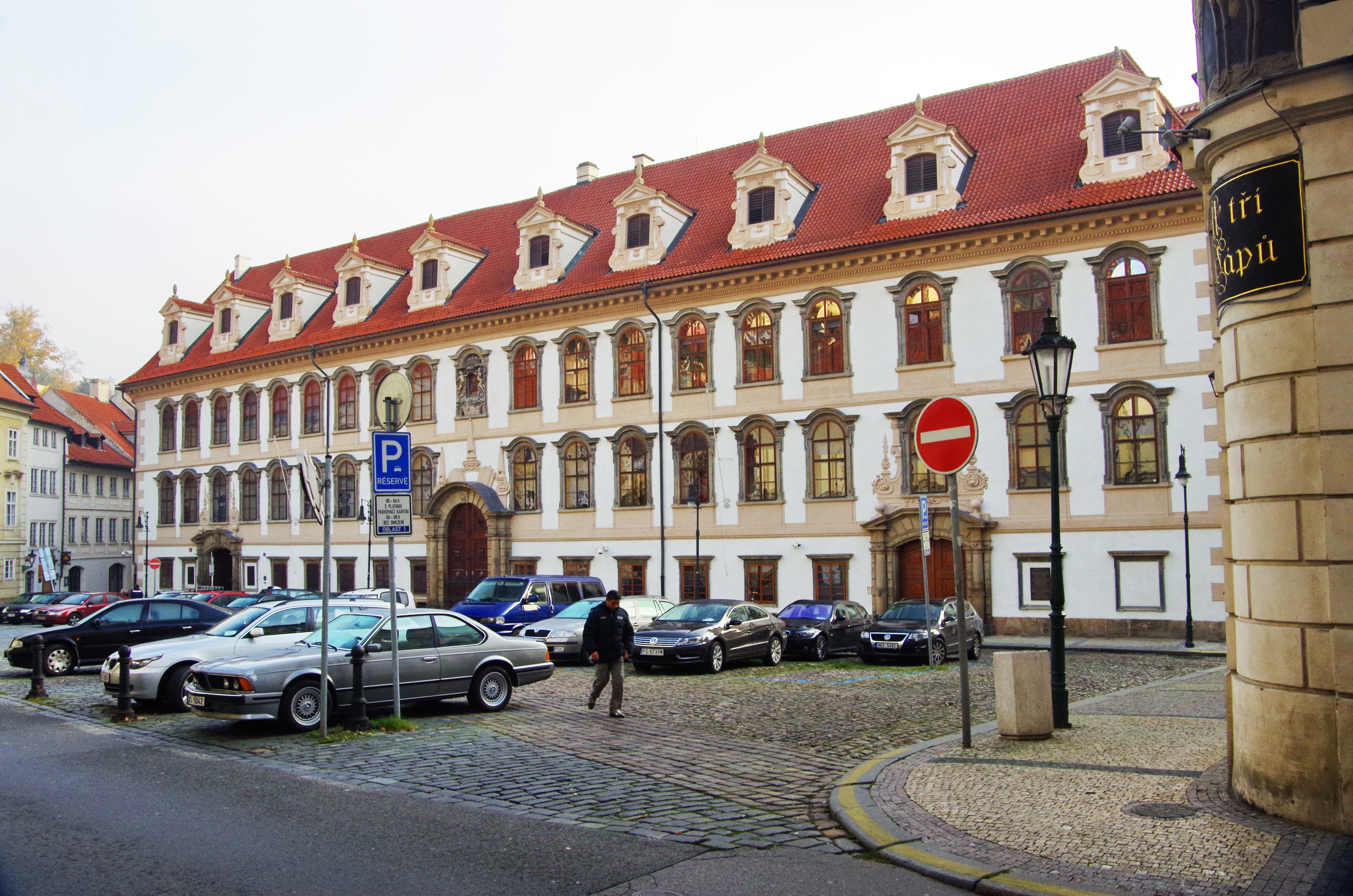
Valdštejnský palác – sídlo Senátu Parlamentu ČR

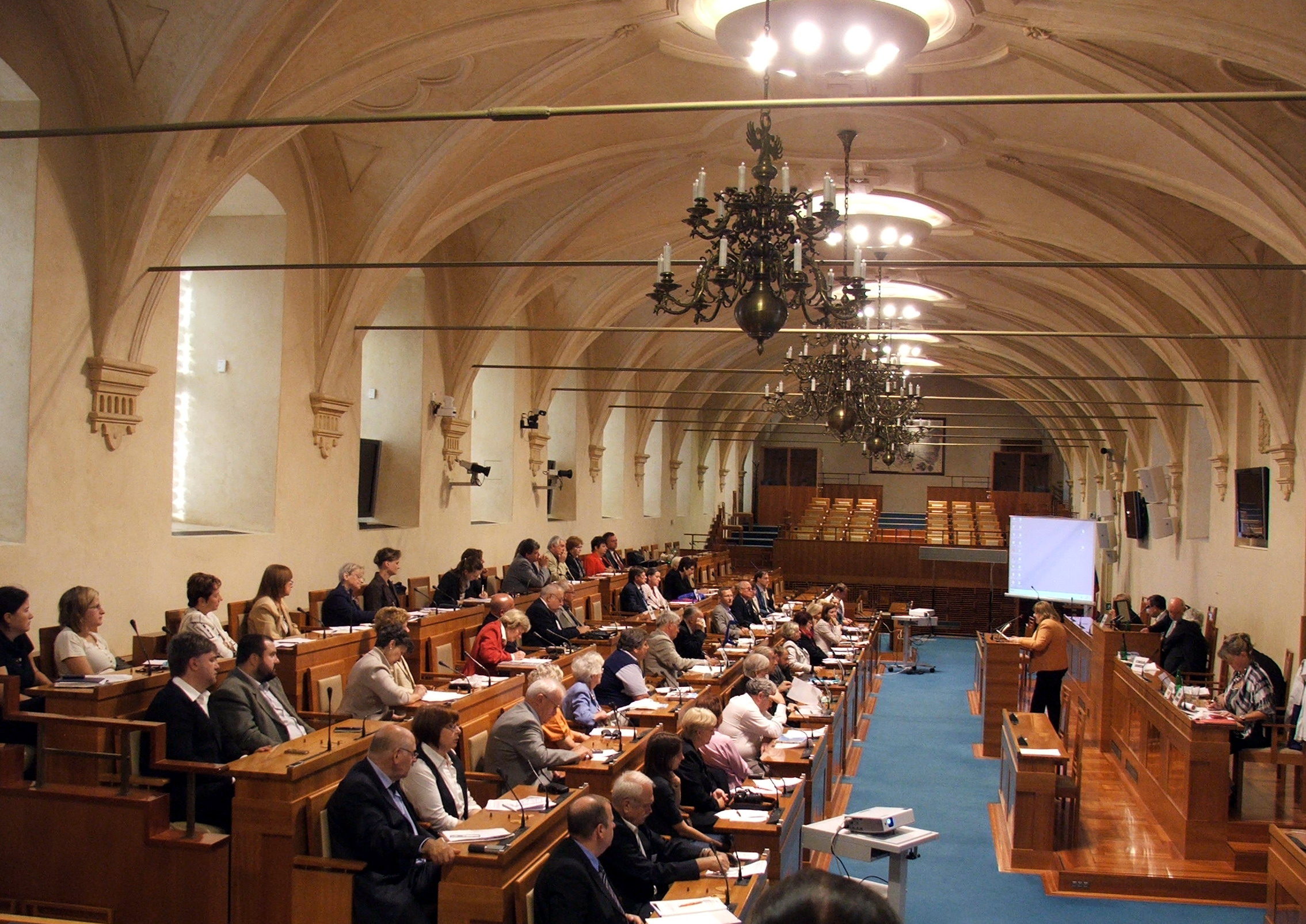
Jednací sál Senátu Parlamentu ČR

Seznam členů vedení Senátu Parlamentu České republiky (předsedů a místopředsedů) v jednotlivých volebních obdobích.

## Galerie současného vedení Senátu

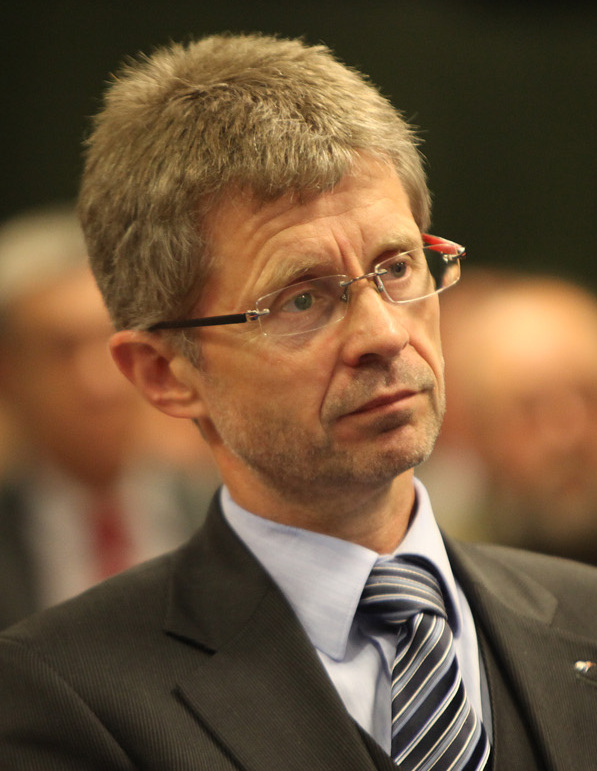
Miloš Vystrčil (předseda)
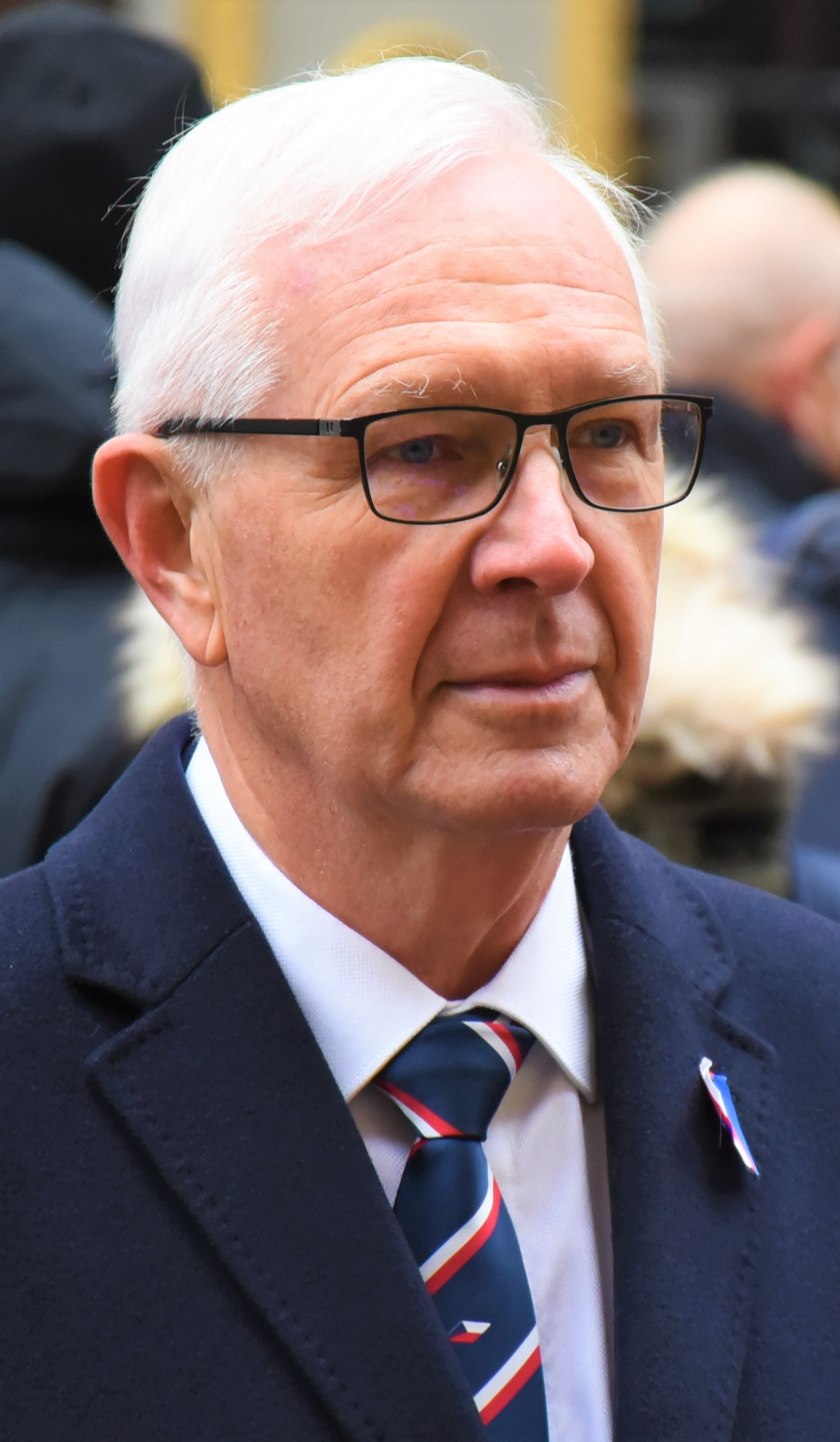
Jiří Drahoš (1. místopředseda)
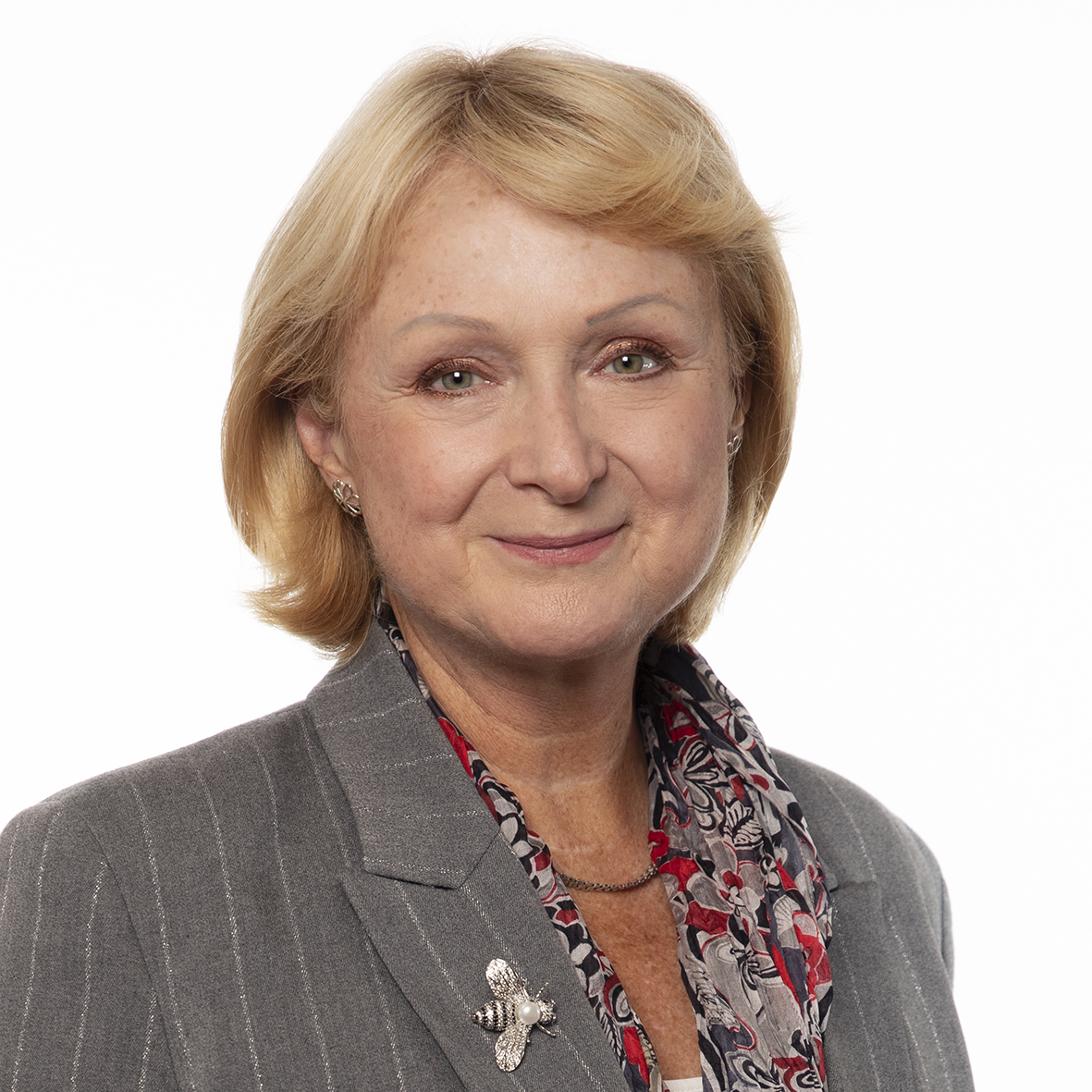
Jitka Seitlová (místopředsedkyně)
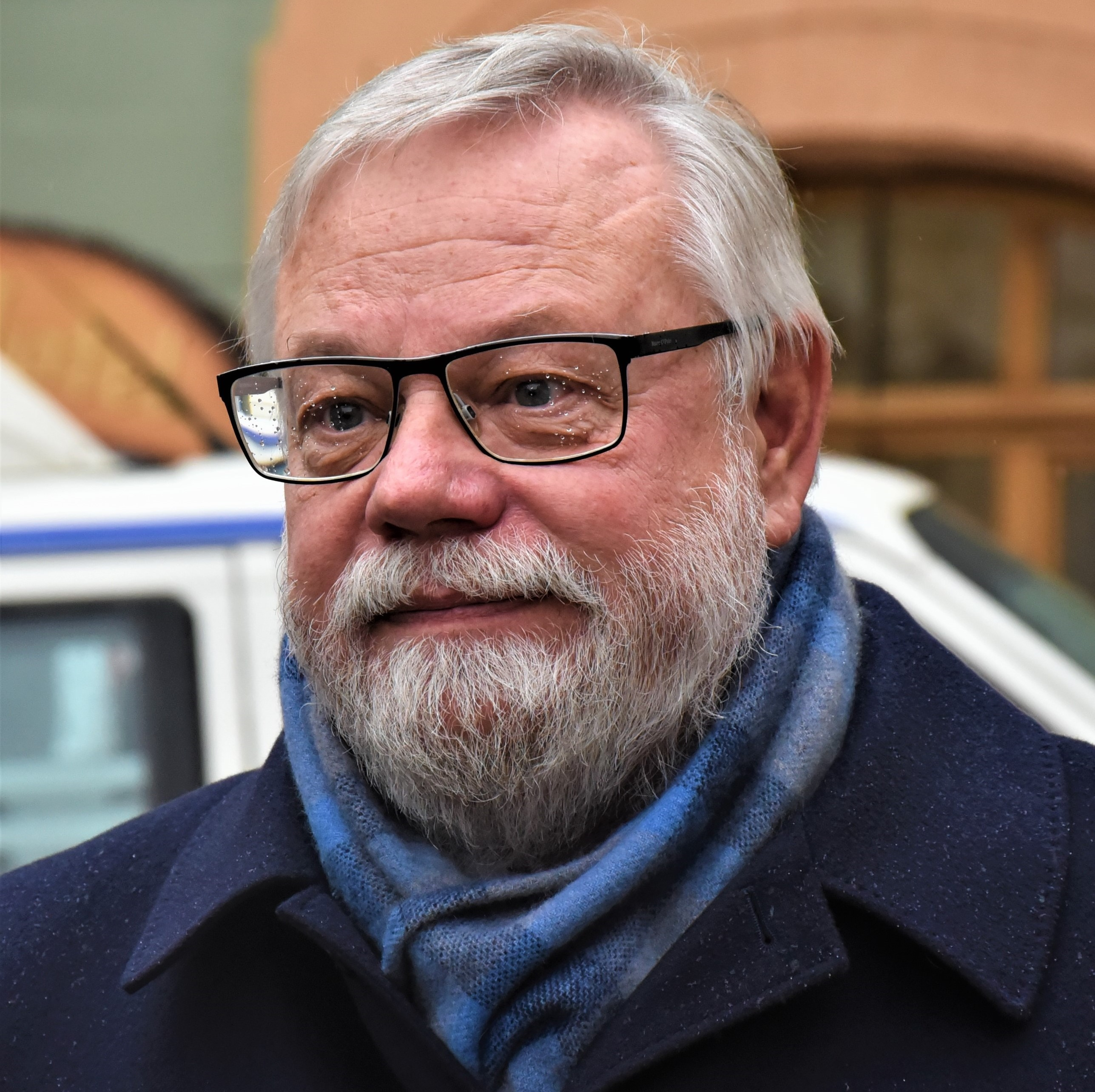
Jiří Oberfalzer (místopředseda)
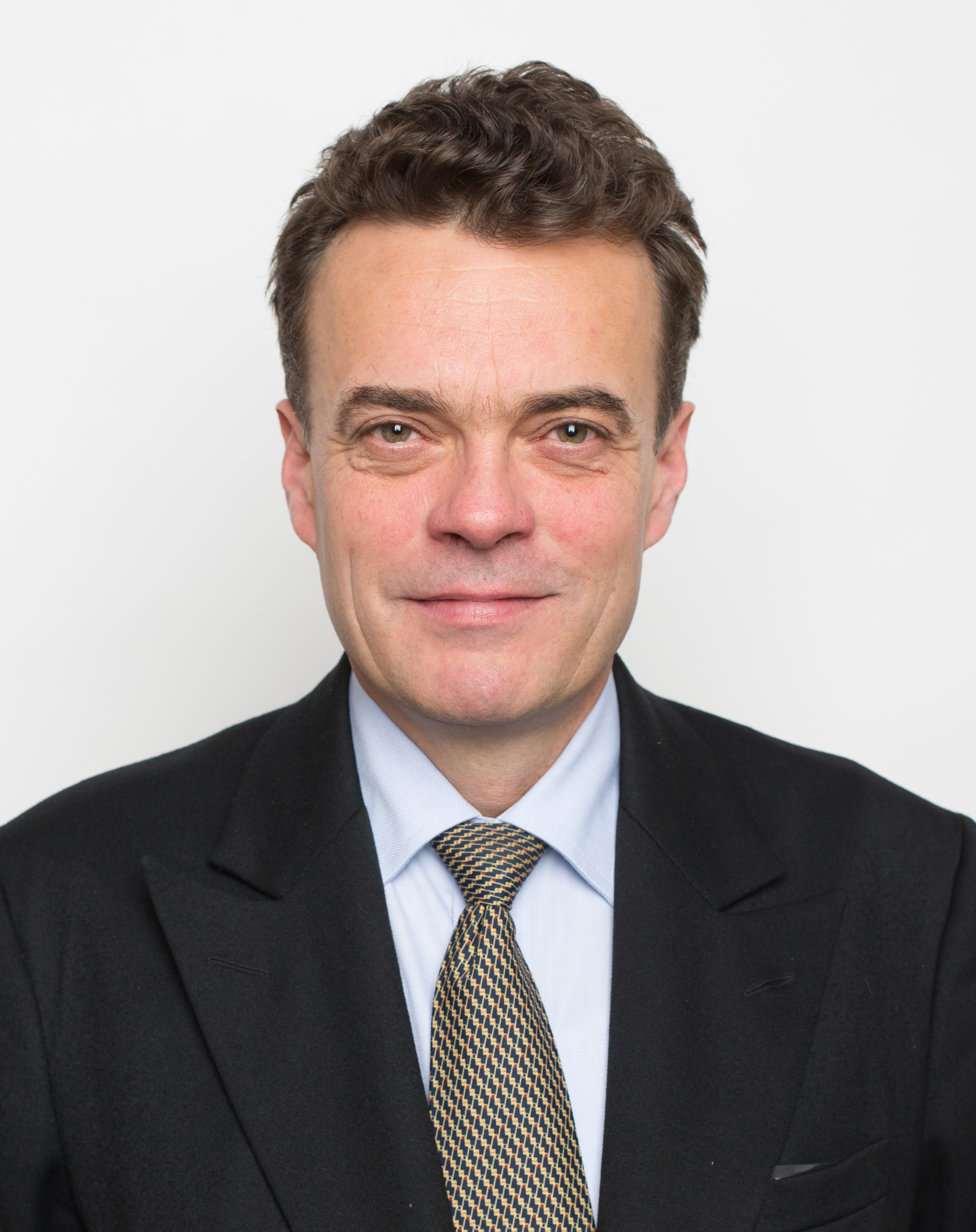
Tomáš Czernin (místopředseda)

## 1. volební období (1996–1998)
| Funkce           | Jméno a příjmení   | Senátorský klub | Senátorský klub | Nástup do funkce  | Odchod z funkce    |
| ---------------- | ------------------ | --------------- | --------------- | ----------------- | ------------------ |
| Předseda         | Petr Pithart       |                 | KDU-ČSL         | 18. prosince 1996 | 16. prosince 1998  |
| Místopředseda    | Ivan Havlíček      |                 | ČSSD            | 19. prosince 1996 | 16. prosince 1998  |
| Místopředsedkyně | Jaroslava Moserová |                 | ODA             | 19. prosince 1996 | 23. listopadu 1998 |
| Místopředseda    | Přemysl Sobotka    |                 | ODS             | 19. prosince 1996 | 23. listopadu 1998 |
| Místopředseda    | Vladimír Zeman     |                 | ODS             | 19. prosince 1996 | 19. března 1998    |
| Místopředseda    | Bohumil Kulhánek   |                 | ODS             | 22. dubna 1998    | 16. prosince 1998  |

## 2. volební období (1998–2000)
| Funkce           | Jméno a příjmení | Senátorský klub | Senátorský klub | Nástup do funkce  | Odchod z funkce    |
| ---------------- | ---------------- | --------------- | --------------- | ----------------- | ------------------ |
| Předsedkyně      | Libuše Benešová  |                 | ODS             | 16. prosince 1998 | 23. listopadu 2000 |
| 1. místopředseda | Ivan Havlíček    |                 | ČSSD            | 16. prosince 1998 | 19. prosince 2000  |
| Místopředseda    | Jaroslav Musial  |                 | ČSSD            | 16. prosince 1998 | 23. listopadu 2000 |
| Místopředseda    | Petr Pithart     |                 | KDU-ČSL         | 16. prosince 1998 | 23. listopadu 2000 |
| Místopředseda    | Přemysl Sobotka  |                 | ODS             | 16. prosince 1998 | 19. prosince 2000  |

## 3. volební období (2000–2002)
| Funkce           | Jméno a příjmení | Senátorský klub | Senátorský klub | Nástup do funkce  | Odchod z funkce    |
| ---------------- | ---------------- | --------------- | --------------- | ----------------- | ------------------ |
| Předseda         | Petr Pithart     |                 | KDU-ČSL         | 19. prosince 2000 | 4. prosince 2002   |
| 1. místopředseda | Přemysl Sobotka  |                 | ODS             | 19. prosince 2000 | 4. prosince 2002   |
| Místopředseda    | Jan Ruml         |                 | US – ODA        | 19. prosince 2000 | 4. prosince 2002   |
| Místopředseda    | Zdeněk Vojíř     |                 | ČSSD            | 19. prosince 2000 | 23. listopadu 2002 |

## 4. volební období (2002–2004)
| Funkce        | Jméno a příjmení | Senátorský klub | Senátorský klub          | Nástup do funkce | Odchod z funkce    |
| ------------- | ---------------- | --------------- | ------------------------ | ---------------- | ------------------ |
| Předseda      | Petr Pithart     |                 | KDU-ČSL                  | 4. prosince 2002 | 15. prosince 2004  |
| Místopředseda | Jan Ruml         |                 | Klub otevřené demokracie | 4. prosince 2002 | 21. listopadu 2004 |
| Místopředseda | Přemysl Sobotka  |                 | ODS                      | 4. prosince 2002 | 21. listopadu 2004 |
| Místopředseda | Ladislav Svoboda |                 | ČSSD                     | 4. prosince 2002 | 15. prosince 2004  |
| Místopředseda | Mirek Topolánek  |                 | ODS                      | 4. prosince 2002 | 21. listopadu 2004 |

## 5. volební období (2004–2006)
| Funkce           | Jméno a příjmení | Senátorský klub | Senátorský klub          | Nástup do funkce  | Odchod z funkce    |
| ---------------- | ---------------- | --------------- | ------------------------ | ----------------- | ------------------ |
| Předseda         | Přemysl Sobotka  |                 | ODS                      | 15. prosince 2004 | 29. listopadu 2006 |
| 1. místopředseda | Petr Pithart     |                 | KDU-ČSL                  | 15. prosince 2004 | 29. listopadu 2006 |
| Místopředseda    | Jiří Liška       |                 | ODS                      | 15. prosince 2004 | 29. listopadu 2006 |
| Místopředseda    | Edvard Outrata   |                 | Klub otevřené demokracie | 15. prosince 2004 | 19. listopadu 2006 |
| Místopředseda    | Petr Smutný      |                 | ČSSD                     | 15. prosince 2004 | 19. listopadu 2006 |

## 6. volební období (2006–2008)
| Funkce           | Jméno a příjmení | Senátorský klub | Senátorský klub | Nástup do funkce   | Odchod z funkce    |
| ---------------- | ---------------- | --------------- | --------------- | ------------------ | ------------------ |
| Předseda         | Přemysl Sobotka  |                 | ODS             | 29. listopadu 2006 | 26. listopadu 2008 |
| 1. místopředseda | Petr Pithart     |                 | KDU-ČSL         | 29. listopadu 2006 | 26. listopadu 2008 |
| Místopředseda    | Jiří Liška       |                 | ODS             | 29. listopadu 2006 | 26. listopadu 2008 |
| Místopředseda    | Jan Rakušan      |                 | ČSSD            | 29. listopadu 2006 | 2. listopadu 2008  |
| Místopředseda    | Jiří Šneberger   |                 | ODS             | 29. listopadu 2006 | 26. listopadu 2008 |

## 7. volební období (2008–2010)
| Funkce              | Jméno a příjmení | Senátorský klub | Senátorský klub | Nástup do funkce   | Odchod z funkce    |
| ------------------- | ---------------- | --------------- | --------------- | ------------------ | ------------------ |
| Předseda            | Přemysl Sobotka  |                 | ODS             | 26. listopadu 2008 | 23. října 2010     |
| 1. místopředsedkyně | Alena Gajdůšková |                 | ČSSD            | 26. listopadu 2008 | 24. listopadu 2010 |
| Místopředseda       | Jiří Liška       |                 | ODS             | 26. listopadu 2008 | 13. listopadu 2010 |
| Místopředseda       | Petr Pithart     |                 | KDU-ČSL         | 26. listopadu 2008 | 24. listopadu 2010 |
| Místopředseda       | Jiří Šneberger   |                 | ODS             | 26. listopadu 2008 | 6. listopadu 2010  |
| Místopředseda       | Milan Štěch      |                 | ČSSD            | 26. listopadu 2008 | 24. listopadu 2010 |

## 8. volební období (2010–2012)
| Funkce           | Jméno a příjmení | Senátorský klub | Senátorský klub | Nástup do funkce   | Odchod z funkce    |
| ---------------- | ---------------- | --------------- | --------------- | ------------------ | ------------------ |
| Předseda         | Milan Štěch      |                 | ČSSD            | 24. listopadu 2010 | 21. listopadu 2012 |
| 1. místopředseda | Přemysl Sobotka  |                 | ODS             | 24. listopadu 2010 | 21. listopadu 2012 |
| Místopředsedkyně | Alena Gajdůšková |                 | ČSSD            | 24. listopadu 2010 | 21. listopadu 2012 |
| Místopředsedkyně | Alena Palečková  |                 | ODS             | 24. listopadu 2010 | 28. října 2012     |
| Místopředseda    | Petr Pithart     |                 | KDU-ČSL         | 24. listopadu 2010 | 28. října 2012     |
| Místopředseda    | Zdeněk Škromach  |                 | ČSSD            | 24. listopadu 2010 | 21. listopadu 2012 |

## 9. volební období (2012–2014)
| Funkce              | Jméno a příjmení | Senátorský klub | Senátorský klub | Nástup do funkce   | Odchod z funkce    |
| ------------------- | ---------------- | --------------- | --------------- | ------------------ | ------------------ |
| Předseda            | Milan Štěch      |                 | ČSSD            | 21. listopadu 2012 | 25. října 2014     |
| 1. místopředsedkyně | Alena Gajdůšková |                 | ČSSD            | 21. listopadu 2012 | 25. října 2014     |
| Místopředsedkyně    | Miluše Horská    |                 | KDU-ČSL         | 5. prosince 2012   | 19. listopadu 2014 |
| Místopředseda       | Přemysl Sobotka  |                 | ODS             | 21. listopadu 2012 | 19. listopadu 2014 |
| Místopředseda       | Zdeněk Škromach  |                 | ČSSD            | 21. listopadu 2012 | 19. listopadu 2014 |

## 10. volební období (2014–2016)
| Funkce           | Jméno a příjmení | Senátorský klub | Senátorský klub | Nástup do funkce   | Odchod z funkce    |
| ---------------- | ---------------- | --------------- | --------------- | ------------------ | ------------------ |
| Předseda         | Milan Štěch      |                 | ČSSD            | 19. listopadu 2014 | 16. listopadu 2016 |
| 1. místopředseda | Přemysl Sobotka  |                 | ODS             | 19. listopadu 2014 | 23. října 2016     |
| Místopředseda    | Ivo Bárek        |                 | ČSSD            | 19. listopadu 2014 | 16. listopadu 2016 |
| Místopředsedkyně | Miluše Horská    |                 | KDU-ČSL         | 19. listopadu 2014 | 23. října 2016     |
| Místopředseda    | Zdeněk Škromach  |                 | ČSSD            | 19. listopadu 2014 | 23. října 2016     |

## 11. volební období (2016–2018)
| Funkce              | Jméno a příjmení | Senátorský klub | Senátorský klub | Nástup do funkce   | Odchod z funkce    |
| ------------------- | ---------------- | --------------- | --------------- | ------------------ | ------------------ |
| Předseda            | Milan Štěch      |                 | ČSSD            | 16. listopadu 2016 | 14. listopadu 2018 |
| 1. místopředsedkyně | Miluše Horská    |                 | KDU-ČSL         | 16. listopadu 2016 | 14. listopadu 2018 |
| Místopředseda       | Ivo Bárek        |                 | ČSSD            | 16. listopadu 2016 | 14. listopadu 2018 |
| Místopředseda       | Jaroslav Kubera  |                 | ODS             | 16. listopadu 2016 | 20. října 2018     |
| Místopředseda       | Jiří Šesták      |                 | STAN            | 16. listopadu 2016 | 20. října 2018     |

## 12. volební období (2018–2020)
| Funkce           | Jméno a příjmení | Senátorský klub | Senátorský klub | Nástup do funkce   | Odchod z funkce    |
| ---------------- | ---------------- | --------------- | --------------- | ------------------ | ------------------ |
| Předseda         | Jaroslav Kubera  |                 | ODS             | 14. listopadu 2018 | 20. ledna 2020     |
| Předseda         | Miloš Vystrčil   |                 | ODS             | 19. února 2020     | 11. listopadu 2020 |
| 1. místopředseda | Jiří Růžička     |                 | STAN            | 14. listopadu 2018 | 11. listopadu 2020 |
| Místopředseda    | Milan Štěch      |                 | ČSSD            | 14. listopadu 2018 | 18. října 2020     |
| Místopředsedkyně | Miluše Horská    |                 | KDU-ČSL         | 14. listopadu 2018 | 11. listopadu 2020 |
| Místopředseda    | Jiří Oberfalzer  |                 | ODS             | 14. listopadu 2018 | 11. listopadu 2020 |
| Místopředseda    | Jan Horník       |                 | STAN            | 14. listopadu 2018 | 11. listopadu 2020 |

## 13. volební období (2020–2022)
| Funkce           | Jméno a příjmení | Senátorský klub | Senátorský klub | Nástup do funkce   | Odchod z funkce   |
| ---------------- | ---------------- | --------------- | --------------- | ------------------ | ----------------- |
| Předseda         | Miloš Vystrčil   |                 | ODS a TOP 09    | 11. listopadu 2020 | 15. října 2022    |
| 1. místopředseda | Jiří Růžička     |                 | STAN            | 11. listopadu 2020 | 15. října 2022    |
| Místopředsedkyně | Jitka Seitlová   |                 | KDU-ČSL         | 11. listopadu 2020 | 2. listopadu 2022 |
| Místopředseda    | Jiří Oberfalzer  |                 | ODS a TOP 09    | 11. listopadu 2020 | 15. října 2022    |
| Místopředseda    | Jan Horník       |                 | STAN            | 11. listopadu 2020 | 15. října 2022    |

## 14. volební období (2022–2024)
| Funkce           | Jméno a příjmení | Senátorský klub | Senátorský klub | Nástup do funkce  | Odchod z funkce |
| ---------------- | ---------------- | --------------- | --------------- | ----------------- | --------------- |
| Předseda         | Miloš Vystrčil   |                 | ODS a TOP 09    | 2. listopadu 2022 | úřadující       |
| 1. místopředseda | Jiří Drahoš      |                 | STAN            | 2. listopadu 2022 | úřadující       |
| Místopředsedkyně | Jitka Seitlová   |                 | KDU-ČSL         | 2. listopadu 2022 | úřadující       |
| Místopředseda    | Jiří Oberfalzer  |                 | ODS a TOP 09    | 2. listopadu 2022 | úřadující       |
| Místopředseda    | Tomáš Czernin    |                 | ODS a TOP 09    | 2. listopadu 2022 | úřadující       |